# Сервилии
Сервилиите (лат.: gens Servilia или Servilii) са един от най-старите римски патрициански родове, преселили се от Алба Лонга в Рим.
От 495 пр.н.е. gens Servilia са консулски фамилии.
В ранната Република има клон на Ахала (Servilii Ahalae) и Фидена (Servilii Fidenates). Клон Приск (Prisci) или Структ (Structi) идва от прародител Публий Сервилий Приск Структ. След 412 пр.н.е. за дълго Сервилиите не се появяват във фасти (лат. – празничен календар).
След Първата пуническа война Сервилиите с патрицианския клон на Цепион (Caepiones), които произлзат от Ahalae и плебейския клон Гемин (Gemini) дават отново магистрати. Освен това се развиват линиите на Вация (Vatiae) – по-късно познати като Исаврик (Isaurici) – и плебейските Рул (Rulli).
Най-ползвани Римски имена в род Servilia са Гай, Гней, Марк, Публий и Квинт.

## Значителни имена отgens Servilia
- Публий Сервилий Приск Структ, консул 495 пр.н.е.
- Квинт Сервилий Приск Структ, magister equitum 494 пр.н.е.
- Гай Сервилий Структ Ахала, консул 478 пр.н.е.
- Квинт Сервилий Приск, консул 468 и 466 пр.н.е.
- Гай Сервилий Ахала, началник на конницата от 439 пр.н.е.
- Публий Сервилий Приск, консул 463 пр.н.е.
- Квинт Сервилий Структ Приск Фидена, римски диктатор 435 пр.н.е.
- Квинт Сервилий Фидена, консулски военен трибун 402, 398, 395, 390, 388 и 386 пр.н.е.
- Спурий Сервилий Приск (цензор), цензор 378 пр.н.е.
- Спурий Сервилий Структ, консулски военен трибун 368 пр.н.е.
- Квинт Сервилий Ахала, консул 365, 362, 342, диктатор 360 пр.н.е.
- Гай Сервилий Тука, консул 284 пр.н.е.
- Публий Сервилий Гемин, консул 252 и 248 пр.н.е.
- Гай Сервилий Гемин (претор), триумвир 218 пр.н.е.
- Гней Сервилий Гемин, генерал, адмирал, консул 217 пр.н.е.
- Гай Сервилий Гемин (трибун), народен трибун 211 пр.н.е.
- Гай Сервилий Гемин, консул 203 пр.н.е.
- Марк Сервилий Пулекс Гемин, консул 202 пр.н.е.
- Квинт Сервилий Цепион (консул 140 пр.н.е.)
- Гай Сервилий Вация, претор 114 пр.н.е., баща на консула от 79 пр.н.е.
- Квинт Сервилий Цепион (консул 106 пр.н.е.)
- Гай Сервилий Главция, народен трибун 101 пр.н.е.
- Квинт Сервилий Цепион Млади, проконсул 90 пр.н.е.
- Квинт Сервилий Цепион (проконсул 90 пр.н.е.), дядо на Брут
- Публий Сервилий Рул, монетен чиновник 89 пр.н.е., баща на трибуна от 63 пр.н.е.
- Публий Сервилий Ватий Исаврик, консул 79 пр.н.е.
- Сервилий Вация, суфектконсул 68 пр.н.е.
- Публий Сервилий Глобул, народен трибун 67 пр.н.е.
- Квинт Сервилий Цепион (квестор), квестор 67 пр.н.е., осиновява Брут
- Публий Сервилий Рул, народен трибун 63 пр.н.е.
- Публий Сервилий Исаврик, консул 48 пр.н.е.
- Публий Сервилий Каска Лонг, заговорник против Юлий Цезар
- Гай Сервилий Каска, заговорник против Юлий Цезар
- Марк Сервилий, консул 3 г.
- Марк Сервилий Нониан, историк, консул 35 г.
- Марк Сервилий Силан, суфектконсул 152 г.
- Марк Сервилий Фабиан Максим, суфектконсул 158 г.
- Марк Сервилий Силан (консул 188 г.)

Жени:
- Сервилия (2 век пр.н.е.), втората съпруга на Квинт Лутаций Катул (консул 102 пр.н.е.); майка на Лутация, съпругата на Квинт Хортензий
- Сервилия Цепиона (107 – 42 пр.н.е.), дъщеря на Квинт Сервилий Цепион Млади и Ливия Друза; майка на Марк Юний Брут
- Сервилия Младша, по-младата сестра на Сервилия Цепиона и втора жена на Лукул
- Сервилия, дъщеря на Публий Сервилий Исаврик, годеница на Октавиан Август
- Сервилия, дъщеря на Хортензия и Квинт Сервилий Цепион, 1 век пр.н.е.; омъжва се за сенатор
- Сервилия Консидия, дъщеря на Сервилий Нониан; съпруга на Квинт Марций Барей Соран; майка на Марция Сервилия
- Марция Сервилия Сорана (40 – 66), дещеря на Сервилия Консидия; съпруга на Аний Полион
- Едия Сервилия (Aedia Servilia), съпруга на Маний Ацилий Авиола (консул 54 г.)